# Eat the Heat
Eat the Heat ist das achte Studioalbum der deutschen Heavy-Metal-Band Accept. Es erschien 1989 bei RCA Records. Bis zur Veröffentlichung von Blood of the Nations 2010 war es Accepts einziges Album ohne Sänger Udo Dirkschneider.

## Entstehung und Stil
Erneut wurde das Album in den Studios von Dieter Dierks in Stommeln aufgenommen, diesmal wieder mit dessen Produktion, im Zeitraum von September 1988 bis Januar 1989. Obwohl mit Jim Stacey ein zweiter Gitarrist verpflichtet wurde, der auch auf Tour spielte, übernahm  Wolf Hoffmann laut dem Cover die Gitarren selbst. Musikalisch passte die Band das Songwriting sowohl dem neuen Sänger David Reece wie auch dem kommerziellen Zeitgeschmack an und entfernte sich somit ein Stück weit von früheren Veröffentlichungen.

## Rezeption
Eat the Heat schaffte es in Deutschland auf Platz 15, in den USA auf Platz 139. Vincent Jeffries von Allmusic.com vergab 1,5 von fünf Sternen. Er schrieb zum neuen Sänger: „Filling in for a legend, especially one as unique as Reece's predecessor, is a risky business, and the American wailer doesn't do much to help his cause as he never injects a personality of his own“. Allerdings wurden auch Songwriting und Produktion kritisiert. Holger Stratmann schrieb für Rock Hard, das Quintett habe „die Bandbreite um etwas kommerziellere Rocker wie Chain Reaction und Prisoner erweitert, was der Gruppe wirklich gut zu Gesicht“ stehe. Eat the Heat sei „ein Album, das ernst genommen werden muß!“ Lars Strutz von Powermetal.de schrieb zum 2002 erschienenen Remaster, wenn man unvoreingenommen an sie heranginge, sei Eat the Heat „eine der geilsten Platten, die je ignoriert wurden. Wenn man sich an Outputs wie Restless and Wild oder Balls to the Wall gewöhnt hat, ist für einen Accept, wie man sie kennt, einfach verschwunden.“ Metal Hammer schrieb, Accept gelänge „auf Eat the Heat etwas, woran vor allem die heimische Konkurrenz (mit Ausnahme der Scorpions) bislang kläglich gescheitert“ sei: „von deutschem Boden aus in uramerikanische Rock-Gefilde vorgestoßen zu sein und dabei den alten Accept-Banger wie den neuen Accept-Hardrocker gleichermaßen gut bedient zu haben.“ Ox-Fanzine bezeichnete das Album als gescheiterten Versuch, „auf den erfolgreichen Hair-Metal-Zug aufzuspringen“.

## Titelliste
Alle Lieder wurden von Accept und Deaffy (alias Gaby Hoffmann) geschrieben.
CD-Version
1. „X-T-C“ – 4:26
2. „Generation Clash“ – 6:26
3. „Chain Reaction“ – 4:42
4. „Love Sensation“ – 4:43
5. „Turn the Wheel“ – 5:24
6. „Hellhammer“ – 5:30
7. „Prisoner“ – 4:50
8. „I Can’t Believe in You“ – 4:50
9. „Mistreated“ – 8:51
10. „Stand 4 What U R“ – 4:05
11. „Break the Ice“ – 4:14
12. „D-Train“ – 4:27

Vinyl-Version (laut Original-Vinyl aus 1989)
Side A:
1. „X-T-C“ – 4:26
2. „Generation Clash“ – 6:26
3. „Chain Reaction“ – 4:43
4. „Love Sensation“ – 4:43
5. „Turn The Wheel“ – 4:58

Side B:
1. „Prisoner“ – 4:14
2. „Mistreated“ – 6:45
3. „Stand 4 What U R“ – 4:05
4. „Hellhammer“ – 5:30
5. „D-Train“ – 4:27